# Wit dwergelfenbankje
Het wit dwergelfenbankje (Antrodiella semisupina) is een schimmel behorend tot de familie Steccherinaceae. De soort groeit op stammen en takken van wilgen en berken.

## Kenmerken
De vorm van het éénjarig vruchtlichaam is waaier- tot schelpvormig. De hoed heeft een afmeting van 0,5-2 × 0,5-1,5 cm en hij is 1-3 mm dik. De bovenkant is zo nu en dan zwak concentrisch gezoneerd, glad met een dunne, golvende rand. De kleur is doorschijnend bleekcrème tot gelig. De buisjes zijn 1–2,5 mm lang, wit of bleekgeel, drogend crèmegeel tot licht goudoker. De poriën zijn rond tot hoekig, crème van kleur en met vijf tot zeven aanwezig per mm. De sporenprint is wit.

### Microscopische kenmerken
De poriën zijn hoekig, hebben een diameter van 0,1–0,3 mm, zijn gemiddeld 4–6 per mm groot en worden groter bij oudere vruchtlichamen.

## Ecologie
Het is een saprotrofe schimmel. Hij komt voor in loof- en gemengde bossen op dood hout van loofbomen: donzige berk, haagbeuk, beuk, eik, linde, minder vaak op het hout van naaldbomen. Het veroorzaakt witrot van hout.

## Verspreiding
Hij komt voor op alle continenten behalve Antarctica, en ook op sommige eilanden. 

## Taxonomie
Morfologisch onderzoek van Europees, Siberisch en Noord-Amerikaans materiaal heeft uitgewezen dat Antrodiella semisupina, die als soort in Noord-Amerika is beschreven, niet in Europa voorkomt. 
In Nederland gaat het om drie andere soorten: 
- Antrodiella onychoides (Gesploos elfenbankje)
- Antrodiella faginea (Weerschijnzwamdwergelfenbankje)
- Antrodiella leucoxantha

Dit zijn allen soorten van loofhout. Andere Europese soorten zijn bekend van naaldhout.
In Scandinavië, waar veel vondsten zijn gedaan op de echte tonderzwam (Fomes fomentarius) of op hout dat door die soort is aangetast, gaat het waarschijnlijk vooral om Antrodiella pallescens. De associatie met Echte tonderzwam is in Nederland (en in Zuid-Duitsland) echter nooit vastgesteld.